# 33 a.C.
Il 33 a.C. (XXXIII a.C. in numeri romani) è un anno  del I secolo a.C.

## Eventi

### Roma
- Alessandro Elio, figlio di Marco Antonio e Cleopatra VII è fidanzato alla principessa Iotapa di Media, figlia del re Artavasde I.
- Ottaviano diventa console per la seconda volta. È console con lui Lucio Volcacio Tullo.
- Termina il Secondo triumvirato tra Gaio Giulio Cesare Ottaviano, Marco Antonio e Marco Emilio Lepido.

## Morti
- Bocco II, sovrano
- Tiberio Claudio Nerone, politico e militare romano